# La mansión (novela de William Faulkner)

La mansión (The Mansion, título original) es una novela  del escritor estadounidense William Faulkner. Fue  publicada en 1959 y es la última de una trilogía sobre la ficticia familia Snopes siguiendo a El villorrio (The Hamlet) y La ciudad (The Town).
La novela, como en La ciudad, tiene tres narradores, Vic Ratliff, Charles Mallison y Gavin Stevens, que, desde diferentes puntos de vista, coinciden en la necesidad de librar a Jefferson de los Snopes, que se han adueñado de Yoknapatawpha, el condado ficticio de Mississippi en el que se desarrollan la mayoría de las novelas y cuentos de Faulkner. Además de los tres narradores, Faulkner agrega un narrador omnisciente que refuerza el ritmo del relato y es el encargado de explicar gran parte de la trama.

## Argumento
Mink Snopes, acusado de un asesinato (que tiene lugar en El villorrio) espera que su poderoso primo Flem lo salve de la cárcel. Sin embargo, Flem no hace nada y Mink debe cumplir con una condena de más de veinte años. Flen sabe que Mink querrá vengarse de él y consigue que la condena se extiende veinte años más. Durante todo ese tiempo, lo que sostiene a Mink es su deseo de vengarse y matar a Flen, lo que logrará con la ayuda de Linda Snopes. 
El frío y despiadado Flen, su hermana sorda, Linda y Mink son los últimos Snopes y los protagonistas de la historia que, a su vez, narra lo que le sucede a Gavin Stevens y el renunciamiento a sus deseos.